# Thurnau
Thurnau er en købstad (markt) i Landkreis Kulmbach, Regierungsbezirk Oberfranken i den tyske delstat Bayern. Den ligger i nordenden af Fränkische Schweiz midt i trekanten mellem byerne Kulmbach-Bayreuth-Bamberg ved Autobahn A 70.

## Inddeling
Ud over Thurnau, er der i kommunen følgende landsbyer og bebyggelser:
| - Alladorf - Berndorf - Felkendorf - Hörlinreuth - Hutschdorf - Kemeritz - Lanzenreuth - Leesau | - Limmersdorf - Lochau - Menchau - Partenfeld - Rottlersreuth - Tannfeld - Trumsdorf |

## Historie
Thurnau var sæde for slægten Förtsch von Thurnau. Lensherre var fra 1292 biskoppen af Bamberg. Da slægten von Förtsch uddøde i 1551 blev efterfølgerne Georg von Giech og Hans Georg von Künsberg. Greverne von Giech og von Künsberg blev i 1796 mediatiseret til Preußen. Ved Freden i Tilsit 1807 kom Thurnau, en del af det preußiske Fyrstedømmet Bayreuth under Frankrig. I 1810 kom Thurnau under Bayern. Ved forvaltningsreformen i Bayern i 1818 opstod den nuværende kommune.

## Seværdigheder
Med sin historiske bykerne og Schloss Thurnau med broovergang til St.-Laurentius-Kirche og et pottemagermuseum er Thurnau et yndet turistsmål.
Schloss Thurnau hører til de største slotsanlæg i Franken. Den ældste del er bygget i det 13. århundrede af Slægten von Förtsch ; Den seneste tilbygning er fra 1731. I dag er der ud over kongreshotel, Forschungsinstitut für Musiktheater der hører under Universität Bayreuth.
Rådhuset er i Künsberghof, der er opført i 1751, og ombygget fra 1986 til 1988.

## Personer fra Thurnau
- Georg August Goldfuß (1782–1848), Palæontolog og Zoolog, født i Thurnau
- Carl von Linde (1842–1934), ingeniør, opfinder (køleanlæg) og grundlægger af Linde AG, født i Berndorf